# رابرت فورهان
رابرت فورهان (انگلیسی: Robert Forhan; ۲۷ مارس ۱۹۳۶ – ۳ ژوئن ۲۰۱۸) بازیکن هاکی روی یخ اهل کانادا بود.